# العفيره (تعز)
العفيره هي إحدى قرى الجمهورية اليمنية. وهي تتبع جغرافيًا لمحافظة تعز. وإداريًا لمديرية جبل حبشي. يبلغ تعداد سكانها 4062 نسمة حسب الإحصاء الذي جرى عام 2004.